# Мирнов, Сергей Васильевич
Сергей Васильевич Мирнов — российский учёный в области физики токамаков, доктор физико-математических наук, профессор МЭИ и МИФИ, лауреат Государственной премии СССР.
Родился 29.03.1939.
Окончил Московский физико-технический институт (1962).
С 1962 по 1987 г. — младший, старший научный сотрудник Отдела плазменных исследований ИАЭ им. И. В. Курчатова. В 1973 г. защитил кандидатскую, в 1983 г. — докторскую диссертации:
- Зависимость энергетического времени жизни плазмы от параметров разряда на установке Токамак-3 : диссертация … кандидата физико-математических наук : 01.04.08. — Москва, 1972. — 151 с. : ил.
- Крупномасштабные МГД-неустойчивости и сопутствующие им явления в плазме токомака : диссертация … доктора физико-математических наук : 01.04.08. — Москва, 1982. — 251 с. : ил.

С 1987 г. — начальник лаборатории, с 1994 г. — начальник отдела экспериментальной физики токамаков (ОЭФТ) Отделения физики токамаков-реакторов (ОФТР) ГНЦ РФ ТРИНИТИ.
Профессор МЭИ и НИЯУ МИФИ.
Область научных интересов — физика токамаков: термоизоляция горячей термоядерной плазмы, ее устойчивость, взаимодействие с первой стенкой реактора. Эксперт МАГАТЭ (IAEA) по токамакам.
Автор (соавтор) более 150 научных публикаций.
Лауреат Государственной премии СССР 1971 года (в составе коллектива) за цикл работ «Получение и исследование высокотемпературной термоядерной плазмы на установках „Токамак“».
В 2007 г. в составе коллектива удостоен премии имени Л. А. Арцимовича РАН за цикл исследований МГД-устойчивости плазмы в токамаке.
Сочинения:
- Физические процессы в плазме токамака / С. В. Мирнов. — М. : Энергоатомиздат, 1983. — 185 с. : ил.; 21 см.
- Энергия из воды / С. В. Мирнов. — Москва : МИФИ, 2007. — 128 с. : ил.; 20 см. — (Популярная физика / Федеральное агентство по образованию, Московский инженерно-физ. ин-т (гос. ун-т)).; ISBN 978-5-7262-0872-5